# Jamides sumbanus
Jamides sumbanus är en fjärilsart som beskrevs av Hans Fruhstorfer. Jamides sumbanus ingår i släktet Jamides och familjen juvelvingar. Inga underarter finns listade i Catalogue of Life.